# Paolo Eleuteri Serpieri
Paolo Eleuteri Serpieri (ur. 29 lutego 1944) – włoski twórca komiksów i ilustrator. Laureat nagrody Harveya. Twórca serii komiksów Druuna o tematyce łączącej wątki science fiction i erotyczne.